# 讷夫穆兰 (摩泽尔省)
讷夫穆兰（法語：Neufmoulins，法語發音：[nœfmulɛ̃]；洛林语：Nieumolin）是法国摩泽尔省的一个市镇，属于萨尔堡-萨兰堡区。

## 地理
讷夫穆兰（48°40'54"N, 6°58'2"E）面积1.93 平方千米，位于法国大東部大區摩泽尔省，该省份为法国东北部内陆省份，是洛林的一部分，西南接默尔特-摩泽尔省，东临下莱茵省，北与卢森堡和德国接壤。
与讷夫穆兰接壤的市镇（或旧市镇、城区）包括：埃曼、埃尔特赞、朗当日、洛尔坎、舒阿桑日。

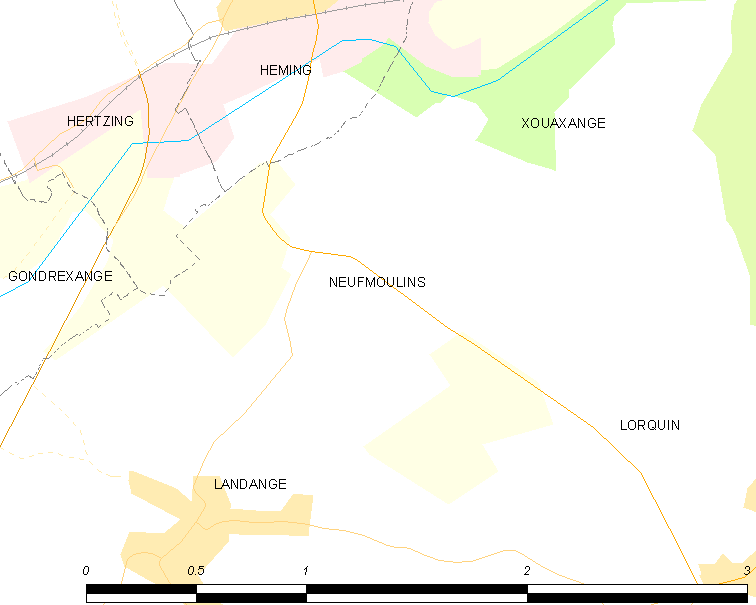
的OSM定位图

讷夫穆兰的时区为UTC+01:00、UTC+02:00（夏令时）。

## 行政
讷夫穆兰的邮政编码为57830，INSEE市镇编码为57500。

## 政治
讷夫穆兰所属的省级选区为法尔斯堡县。

## 人口

1962-2008年间人口变化图示

讷夫穆兰于2022年1月1日时的人口数量为37人。